# سد وادي جازان
يقع سد وادي جازان في أقصى الجنوب الغربي من المملكة العربية السعودية في منطقة جازان بين سلسلة من الجبال المرتفعة المنتهية من الغرب بسهل ساحلي ينحدر تدريجياً نحو البحر الأحمر.
تمتاز منطقة وادي جازان بارتفاع نسبة الرطوبة فيها لقربها من البحر وارتفاع معدل المطر الذي يبلغ على الساحل 200 مم في السنة، ويزداد هذا المعدل كلما اتجهنا شرقاً ليبلغ 600 مم في السنة. وتهطل الأمطار في المنطقة على موسمين. موسم الصيف خلال شهري أغسطس وسبتمبر، وموسم الشتاء في شهري ديسمبر ويناير، وتشكل سيولاً جارفة تنحدر عبر الوديان آخذة طريقها لتصب في البحر الأحمر فتذهب هدراً.
لقد درج مزارعوا منطقة وادي جازان على استخدام مياه السيول بطريقة الري الحوضي أي بإقامة حواجز ترابية أو حجرية للاحتفاظ بمياه الأمطار وتحويلها إلى أراضيهم وهي طريقة بدائية تساعد على تشبع الأرض واختزانها للماء في جوفها بحيث يمكن زراعتها فيما بعد إلا أن السيول كثيراً ما تأتي عارمة وتجرف في طريقها هذه الحواجز ويذهب الماء إلى البحر وكثيراً ما تظل المياه تغمر الأرض بحيث تتعذر زراعتها في الموسم.

## أهداف إنشاء السد
أنشئ سد وادي جازان لتحقيق ثلاثة أهداف أساسية :
- تخفيف حدة الفيضانات الكبرى وحجزها في حوض السد لدرء خطرها عن الأرواح والممتلكات.
- التحكم في المياه المخزونة وصرفها وفق حاجات الزراعة والري لتطوير المنطقة ونموها زراعياً واجتماعياً.
- تحويل أرض المنطقة وبخاصة السهل الساحلي الممتد بمحاذات البحر الأحمر والمتكون من الطمي والغرين المجروف مع المياه إلى أرض زراعية خصبة لا يهددها الفيضان وتعطي محصولين في العام الواحد.

ونظراً لموقع السد على سفوح سلسلة الجبال المرتفعة وعلى مشارف السهل الساحلي فإنه يحتجز بحيرة مائية يبلغ مخزونها 51 مليون متر مكعب من مياه السيول. وتتجمع السيول من خمسة أودية في بحيرة السد.

## وصف السد
- نوع السد خرساني ثقلي.
- ارتفاع السد 35 متر فوق مجرى الوادي.
- طول السد 316 متر.
- عرض السد من الأعلى 4,40 متر.
- طول المفيض 106 متر.
- طول الأنفاق في جسم السد لمتابعة قياسات أجهزة الرصد 520 متر.
- كمية حفريات السد المزالة من الصخور والأتربة 140,000 متر مكعب.
- كمية الخرسانة التي تم صبها 145,000 متر مكعب.
- عدد البوابات 2.
- طاقة التصريف من فتحات السد 50 متر مكعب في الثانية.
- المساحة التي يغمرها السد بالماء خلفه 1409 هكتار.
- مسافة منطقة التجميع 1100 كيلومتر.

## عدد القرى التي غمرتها مياه السد
بلغ عدد القرى التي غمرتها السيول 7 قرى صغيرة كان يسكنها 267 مواطن تم تعويضهم من قبل الحكومة السعودية.

## مساحة الأرض التي يرويها السد
بلغت مساحة الأرض التي يرويها السد في منطقة وادي جازان ويحولها من زراعة بعلية أو حوضية إلى زراعية ثابتة ومستقرة 80,000 دونم (8000 هكتار).

## تكاليف السد الإجمالية

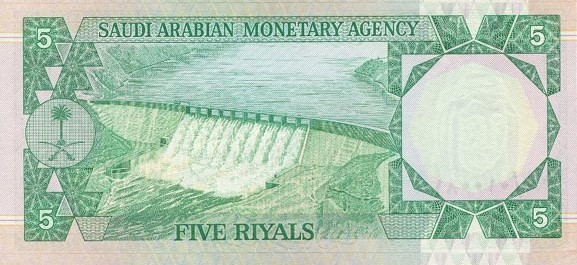
عملة سعودية من فئة خمسة ريالات أصدرت في عهد الملك خالد بن عبد العزيز سنة 1977، تحمل صورة سد وادي جازان.

بلغت تكاليف أعمال ومنشآت السد بما في ذلك التعويضات 41 مليون ريال سعودي. (حوالي 11 مليون دولار أمريكي). وبلغ عدد عمال السد من السعوديين 900 عامل.
وقد انتهت جميع أعمال السد في عام 1390هـ الموافق 1970. وقد تم حجز مياه الأمطار وتشكلت بحيرة ضخمة خلف السد في موسم صيف ذلك العام.
وبجانب مشروع السد تم تنفيذ مشروع ري متكامل أمكن معه إقامة صناعات ومحاصيل زراعية جديدة ساهمت في زيادة الدخل القومي ورفع مستوى المعيشة لسكان الوادي وازدهار المنطقة.

## وصلات خارجية
- الموقع الرسمي لوزارة المياه والكهرباء السعودية
- صحيفة عكاظ